# Jack Kelly (canottiere 1889)
John Brendan Kelly sr., detto Jack (Filadelfia, 4 ottobre 1889 – Filadelfia, 20 giugno 1960), è stato un canottiere e imprenditore statunitense.

## Biografia
I genitori, John Henry Kelly (1847–1897) e Mary Ann Costello (1852–1926), erano entrambi immigrati irlandesi. Il padre era emigrato in America nel 1869 da Newport, mentre la madre emigrò nel 1867.
La famiglia era composta da dieci figli.
È stato uno dei più esperti canottieri statunitensi nella storia del canottaggio. Vincitore di tre medaglie d'oro olimpiche, ha vinto 126 gare nel singolo.
Fratello del commediografo George Kelly, fu il padre di Grace Kelly, attrice e principessa di Monaco (che lo rese il suocero del principe Ranieri III di Monaco ed il nonno materno del principe Alberto II di Monaco), e di Jack Kelly jr., anche lui famoso canottiere.

## Palmarès
| Anno | Manifestazione | Sede    | Evento                 | Risultato |
| ---- | -------------- | ------- | ---------------------- | --------- |
| 1920 | Olimpiadi      | Anversa | Singolo maschile       | Oro       |
| 1920 | Olimpiadi      | Anversa | Due di coppia maschile | Oro       |
| 1924 | Olimpiadi      | Parigi  | Due di coppia maschile | Oro       |